# Quitter la nuit
 (mai 2022).
Si vous disposez d'ouvrages ou d'articles de référence ou si vous connaissez des sites web de qualité traitant du thème abordé ici, merci de compléter l'article en donnant les références utiles à sa vérifiabilité et en les liant à la section « Notes et références ».
Pour plus de détails, voir Fiche technique et Distribution.
Quitter la nuit est un film dramatique belge écrit et réalisé par Delphine Girard sorti en 2023.

## Synopsis
Une nuit, une femme en danger appelle la police. Anna prend l'appel. Un homme est arrêté. Les semaines passent, la justice cherche des preuves, Aly, Anna et Dary font face aux échos de cette nuit qu'ils ne parviennent pas à quitter.

## Autour du film
Quitter la nuit porte au format long une histoire déjà esquissée par Delphine Girard avec la même distribution dans son court-métrage Une sœur sorti en 2018 et finaliste aux Oscars 2020. Ce dernier a remporté de nombreux prix dont le prix du public européens décerné lors du Festival international du court-métrage de Clermont-Ferrand 2021.

## Fiche technique
- Titre original : Quitter la nuit
- Réalisation : Delphine Girard
- Scénario : Delphine Girard
- Pays de production : Belgique
- Langue originale : français
- Format : couleur
- Genre : drame
- Durée : 108 minutes
- Dates de sortie : 
  - Italie : 5 septembre 2023 (Mostra de Venise)
  - Belgique : 21 février 2024 (en salles)
  - France : 10 avril 2024 (en salles)

## Distribution
- Veerle Baetens : Anna (opératrice, police-secours)
- Selma Alaoui : Aly (passagère)
- Guillaume Duhesme : Dary (conducteur)
- Anne Dorval : Laurence, mère de Dary
- Adèle Wismes : Lulu (sœur d'Aly)
- Gringe / Guillaume Tranchant : Pierre (ex-conjoint d'Aly)
- Florence Janas : Inspectrice
- Victor Cahay : Joshua